# لارو (تگزاس)
لارو (به انگلیسی: LaRue) یک منطقهٔ مسکونی در ایالات متحده آمریکا است که در شهرستان هندرسون، تگزاس واقع شده‌است. لارو ۱۴۶٫۰ متر بالاتر از سطح دریا واقع شده‌است.